# Volkmann Róbert
Friedrich Robert Volkmann, magyarosan Volkmann Róbert (ejtsd: folkmann) (Lommatzsch, 1815. április 6. – Budapest, 1883. október 28.) Magyarországon működő német zeneszerző, zenepedagógus, karmester.

## Élete

### Tanulmányai
1815-ben született Szászországban német család sarjaként. Édesapja templomi karmester volt, ő kezdte fiát zongorázni és orgonálni tanítani. Friebeltől pedig csellózni és hegedülni tanult. Tanulmányait a Freiberg Gimnáziumban folytatta, ahol pedagógiát hallgatott, közben zeneszerzést tanult August Ferdinand Anackernél. Később zenei tanulmányokat folytatott Lipcsében, Carl Ferdinand Becker tanítványaként. Itt találkozott Robert Schumann-nal, aki bátorította a fiatal művészt. Ez időben keletkezett művein a Lipcsében karmesterként dolgozó Mendelssohn hatása érződik.

### Pályája
Pályafutását Prágában kezdte énektanárként, majd Szemeréden a gróf Steinlein családnál lett zenemester. 1841-ben költözött Pestre, ahol magán zenetanár lett. 1842 és 1844 között a bécsi Allgemeine Wiener Musikzeitung pesti tudósítója. 1848-ban a Zsinagóga orgonistája és karnagya lett, de 1849-ben felmondott. 
Ezt követően szabadúszóként, de folyamatosan zenész és mecénástársaságban tartózkodott. Ekkor leginkább Beethoven hatása érvényesül a művein. Ez idő tájt kötött szoros barátságot Erkel Ferenccel, a Doppler testvérekkel (Ferenccel és Károllyal) és Thern Károllyal. 1850-ben Liszt Ferencnek dedikálta 2. (b-moll) zongoratrióját (Op. 5.), a kompozíció nem csak Liszt, de a kor két, éles kritikáiról ismert zeneszerzőjének, Hans von Bülownak és Wagnernek is elnyerte a tetszését.
1854-ben átmenetileg Bécsbe költözött, ahol a szintén német származású zenei íróval Martin Gustav Nottebohmmal kötött barátságot. 1858-tól 1883-ban bekövetkezett haláláig ismét Pesten élt. Heckenast Gusztáv nyomdász, könyvkiadó, akivel baráti viszonyt tartott fenn, a kedvéért külön zeneműkiadó osztályt létesített, melynek vezetője lett. Többször vendégeskedett mecénása pilismaróti nyaralójában, itt született Maróti szuvenír (Souvenir de Maróth) című zongoradarabja.

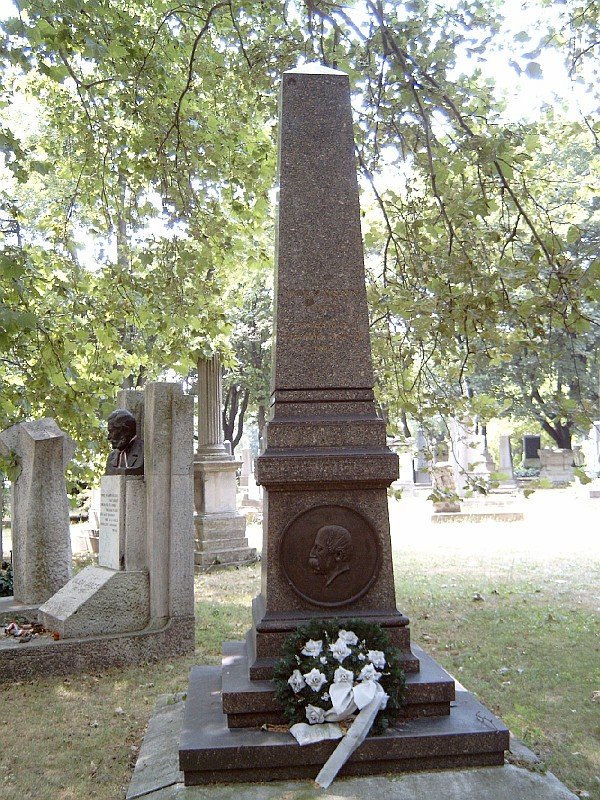
Volkmann Róbert sírja a Nemzeti Sírkertben

Az 1860-ban Széchenyi halálára zongorafantáziát írt (Op. 41.), mely a megjelenés után három nappal már kétezer példányban elkelt, de nyilvános előadását betiltották, mert Egressy Béni Szózatából tartalmaz zenei idézetet. Az 1860-as években több szerzői estet rendezett, ezeken kerültek bemutatásra szimfóniái (1. szimfónia, 1863; 2. szimfónia, 1866) is. Több zenei versenyen vett részt a zsűriben, Liszttel, Erkellel és Mosonyival együtt. 1874-ben kapott egy bécsi konzervatóriumi tanári felkérést, de visszautasította és helyette 1875-től az alakuló Zeneakadémia első tanári karának tanára lett, ahol zeneszerzést tanított, ettől kezdve alig komponált. 1883-ban a berlini Porosz Királyi Akadémia rendes tagjai közé választotta, de még ezen év októberében, Budapesten elhunyt.
Bár soha nem tanult meg igazán jól magyarul, több levelében magyarként említi magát, aminek alapja lehetett a magyarországi egzisztencia, és aktív részvétele a honi zeneéletben. Mint Thern Károlynak írt 1867 január 10-én kelt levelében: „…az Ön párizsi sikerét mi magyarok elégedett mosollyal nyugtáztuk…”. Bár némelyik művében megjelennek a magyaros elemek, mindvégig tudatosan a német romantika stílusát követte.

### Emlékezete
- A Fiumei úti sírkertben (34/1-1-31) helyezték örök nyugalomra.
- A Budai Vigadó (I. kerület, Corvin tér) homlokzatán márványtábla őrzi emlékét, kortársaival és barátaival (Erkel Ferenccel, Liszt Ferenccel, Doppler Ferenccel és Egressy Bénivel) együtt.
- Pasaréten (II. kerület) 1912 óta utca viseli a nevét, mely a Szilágyi Erzsébet fasor 65-től a Pasaréti út 72-ig húzódik. Az utcát korábban Testőr utcának hívták.
- Unokaöccse, a zenetörténész Hans Volkmann dolgozta fel életművét és készítette el műveinek jegyzékét.[1]

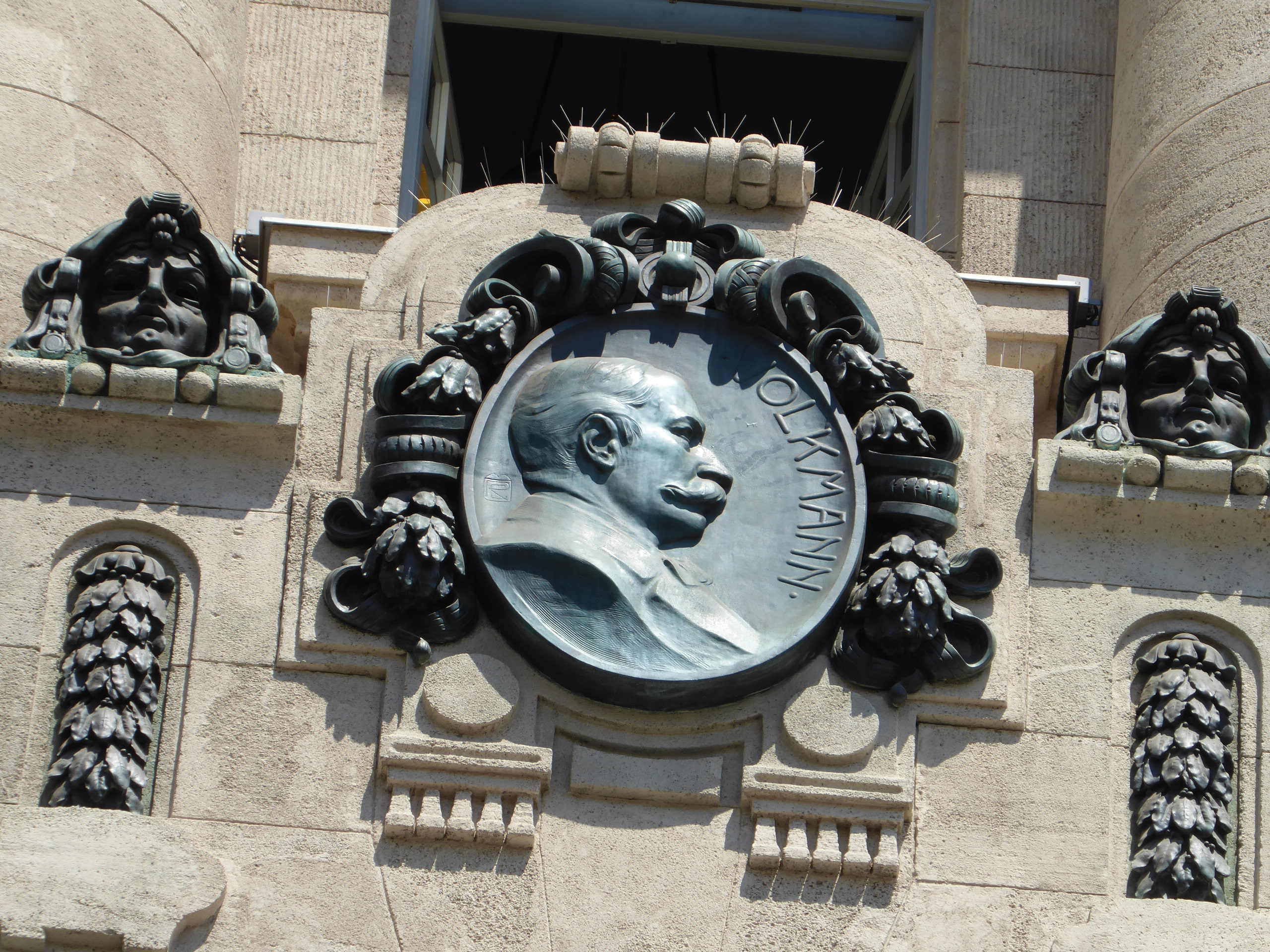
Dombormű a Zeneakadémia Liszt Ferenc téri épülete homlokzatán
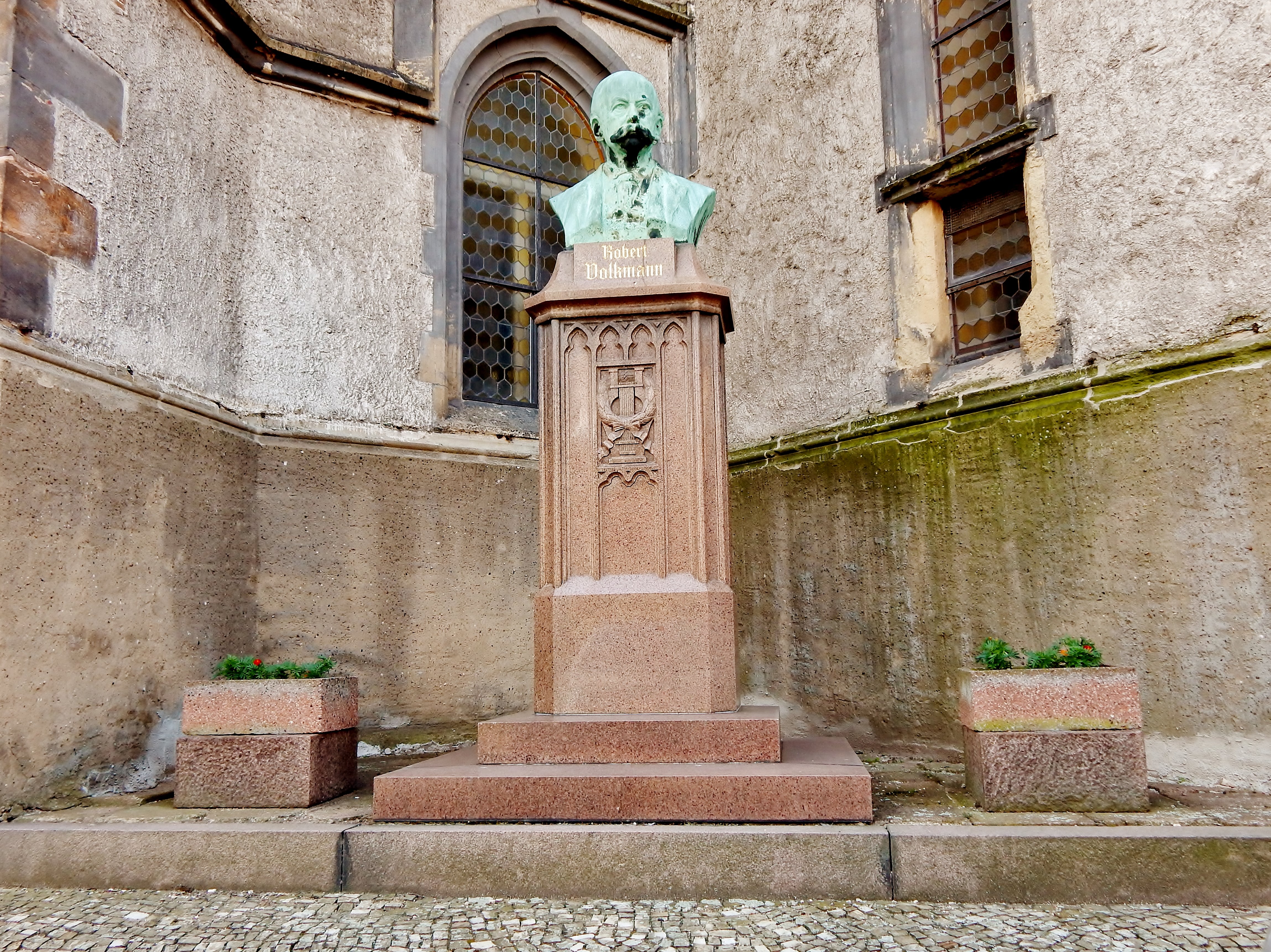
Emlékműve szülővárosában, Lommatzsch-ban
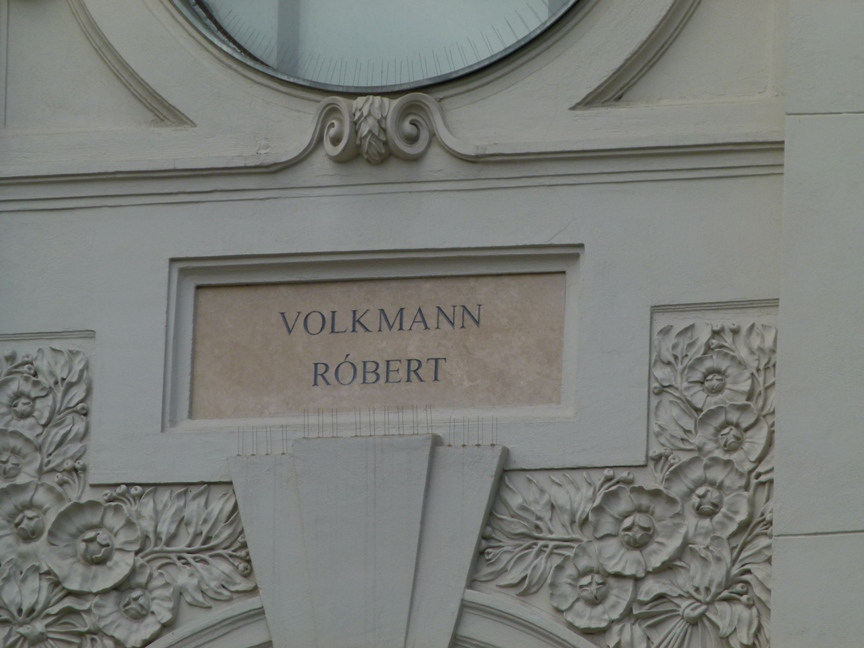
Volkmann Róbert márványtáblája a Budai Vigadó falán

## Művei

### Zongoradarabok

#### Zongoraszólók
- 6 Phantasiebilder für klavier (6 fantáziakép zongorára), Op. 1, 1837
- Dithyrambe und Toccata (Ditirambusz és tokkáta), Op. 4, 1851
- Souvenir de Maróth (Maróti szuvenír), Op. 6, 1852
- Nocturne für Klavier (Noktürn), Op. 8, 1852
- Klaviersonate in C-moll (c-moll zongoraszonáta), Op. 12, 1853
- Buch der Lieder (Daloskönyv), Op. 17, 1857
- Deutsche Tanzweisen (Német táncdallamok), Op. 18, 1854
- Cavatine, Op. 19/1, 1854
- Barcarole, Op. 19/2, 1854
- Ungarische Lieder (Magyar dalok), Op. 20, 1855
- 12 musikalische Dichtungen 'Visegrád' (Visegrád – 12 zenei költemény), Op. 21, 1855

1. Der Schwur (Az eskü)
2. Waffentanz (Kardtánc)
3. Beim Bankett (Banketten)
4. Minne (Szerelem)
5. Blumenstück (Virágoskert)
6. Brautlied (Esküvői dal)
7. Die Wahrsagerin (A Szibilla)
8. Pastorale (Pasztorál)
9. Das Lied can Helden (Hősök dala)
10. Der Page (A lap)
11. Soliman (Szulejmán)
12. Am Salomonsthurm – Elegie (Salamon tornyában – Elégia)

- 4 Märsche (4 induló), Op. 22, 1855
- Wanderskizzen (Útinapló), Op. 23, 1855
- Phantasie (Fantázia), Op. 25a, 1857
- Intermezzo, Op. 25b, 1857
- Variationen über ein Thema von Händel (Variációk egy Händel témára), Op. 26, 1856
- 3 Improvisationen (3 Improvizáció), Op. 36, 1858
- Au tombeau du Comte Széchenyi – Fantaisie (Gróf Széchenyi István temetésére – fantázia), Op. 41, 1860
- Ballade (Ballada), Op. 51/1, 1860
- Scherzetto, Op. 51/2, 1860
- Variationes Humoris Causa (Humoris Causa variációk), Op. szám nélkül, nincs datálva
- Variations on the Rheinweinlied (Változatok egy rajnai bordalra), Op. szám nélkül, 1852
- Capricietto, Op. szám nélkül, 1855

#### 4 kézre
- Ungarische Skizzen für Klavier zu vier Händen (Magyar zenevázlat zongorára, 4 kézre), Op. 24 Var. 2, 1862
- Lieder der Großmutter für Klavier zu vier Händen (A nagymama dalai zongorára, 4 kézre), Op. 27, 1856

#### 2 zongorára
- Musikalisches Bilderbuch, 6 Stücke für 2 Klaviere (Zenés képeskönyv, 6 darab 2 zongorára), Op. 11, 1852

1. In der Mühle (A malomban)
2. Der Postillon (A postakocsis)
3. Die Russen kommen (Jönnek az oroszok)
4. Auf dem See (A tengernél)
5. Der Kuckuck und der Weihnachtsmann (A kakukk és a télapó)
6. Der Schäfer (A pásztor)

- 7 Ungarische Skizzen (7 Magyar zenevázlat) Op. 24 Var. 1, 1861

1. Zum Empfange (A fogadtatás)
2. Das Fischermädchen (A halászleány)
3. Ernster Gang (Komoly menetelés)
4. Junges Blut (Fiatal vér)
5. In der Kapelle (Kápolnában)
6. Ritterstück (Lovagdal)
7. Unter der Linde (Hársfa alatt)

- Die Tageszeiten (Napszakok), Op. 39, 1859
- 3 Märsche (3 induló), Op. 40, 1859
- Rondino und Märsch-Caprice (Caprice-induló és rondó), Op. 55, 1867
- Sonatina für 2 Klaviere (Szonáta 2 zongorára), Op. 57, 1868

### Kamarazene

#### Hegedűre és zongorára
- Romanze in E-dúr für Violine und Klavier (E-dúr románc hegedűre és zongorára), Op. 7, 1852
- Chant du Troubadour (A trubadúr éneke), Op. 10, 1849
- Allegretto capriccioso für Violine und Klavier (Allegretto capriccioso hegedűre és zongorára), Op. 15, 1853
- Rhapsody für Violine und Klavier (Rapszódia hegedűre és zongorára), Op. 31, 1857
- Sonatina Nr. 1 in A-moll für Violine und Klavier (1. (a-moll) szonáta hegedűre és zongorára), Op. 60, 1868
- Sonatina Nr. 2 für Violine und Klavier (2. szonáta hegedűre és zongorára), Op. 61, 1868

#### Gordonkára és zongorára
- Capriccio für Cello und Klavier (Capriccio gordonkára és zongorára), Op. 74, 1875

#### Zongoratrióra
- Klaviertrio Nr. 1 in F-dur (1. (F-dúr) zongoratrió), Op. 3, 1842
- Klaviertrio Nr. 2 in B-moll (2. (h-moll) zongoratrió), Op. 5, 1850

#### Vonósnégyesre
- Streichquartett Nr. 1 in A-moll (1. (a-moll) vonósnégyes), Op. 9, 1846
- Streichquartett Nr. 2 in G-moll (2. (g-moll) vonósnégyes), Op. 14, 1847
- Streichquartett Nr. 3 in G-dur (3. (G-dúr) vonósnégyes), Op. 34, 1857
- Streichquartett Nr. 4 in E-moll (4. (e-moll) vonósnégyes), Op. 35, 1857
- Streichquartett Nr. 5 in F-moll (5. (f-moll) vonósnégyes), Op. 37, 1858
- Streichquartett Nr. 6 in Ess-dur (6. (Esz-dúr) vonósnégyes), Op. 43, 1861

#### Egyéb kamarazenei művek
- Schlummerlied für Violine, Cello und Klavier (altatódal hegedűre, gordonkára és zongorára), Op. 76 Var. 1, 1876
- Schlummerlied für Harfe, Klarinette und Horn (altatódal hárfára, klarinétra és kürtre), Op. 76 Var. 2, 1876
- Andante mit Variationen für Drei Celli (Andante és variációk három csellóra), Op. szám nélkül, nincs datálva
- Romanze für Trompete, Horn und Euphonium (Románc trombitára, kürtre és baritontubára), Op. szám nélkül, nincs datálva

### Zenekari darabok

#### Szimfóniák
- Symphonie Nr. 1 in D-moll (1. (d-moll) szimfónia), Op. 44, 1863
- Symphonie Nr. 2 in B-dur (2. (H-dúr) szimfónia), Op. 53, 1866

#### Zongorára és zenekarra
- Konzerstück in C-dur für Klavier und Orchester (C-dúr versenymű zongorára és zenekarra), Op. 42, 1860

#### Gordonkaverseny
- Cellokonzert in A-moll (a-moll gordonkaverseny), Op. 33, 1855

#### Hegedűre és zenekarra
- An die Nacht, Fantasiestück für Violine und Orchester (Az éjszakához, fantázia hegedűre és zenekarra), Op. 45, 1864

#### Egyéb zenekari darabok
- Fest-Ouvertüre für Orchester (Fesztiválzenekari nyitány), Op. 50,
- 1865
- Serenade Nr. 1 in C-dur für Streichorchester (1. (C-dúr) szerenád vonószenekarra), Op. 62, 1869
- Serenade Nr. 2 in F-dur (2. (F-dúr) szerenád), Op. 63, 1869
- Richard III, Overture für Orchester (III. Richárd nyitány), Op. 68, 1870
- Richard III, Zwischenaktmusik für Orchester (III. Richárd egyfelvonásos zenedráma), Op. 73, 1872
- Serenade Nr. 3 in D-dur für Streichorchester (3. (D-dúr) szerenád vonószenekarra), Op. 69, 1870
- Overtüre in C-dur für Orchester (C-dúr zenekari nyitány), Op. szám nélkül, 1863[1]

### Egyházzene
- Masse Nr. 1 in D-dur (1. (D-dúr) mise), Op. 28, 1843
- Masse Nr. 2 in A-dur (2. (A-dúr) mise), Op. 29, 1852
- 6 Lieder (6 dal), Op. 30, 1857
- Offertorium: Osanna domino Deo, Op. 47, 1867
- 3 Lieder (3 dal), Op. 48, 1864
- Die Bekehrte (A megtért), Op. 54, 1867
- 2 Lieder (2 dal), Op. 58, 1867
- Weihnachtslied (Karácsonyi ének), Op. 59, 1867
- Altdeutscher Hymnus (Ónémet himnusz), Op. 64, 1869
- Kirchenarie (Templomi ária), Op. 65, 1869
- 2 Lieder (2 dal), Op. 70, 1970
- 3 Hochzeitslieder (3 esküvői dal), Op. 71, 1871
- 2 Lieder (2 dal), Op. 75, 1877
- Ich Halte Ihr Die Augen Zu (Őrizem a szemed)
- Abendlied (Esti dal)

### Dalok
- 5 Lieder (5 dal), Op. 2, 1840
- 3 Gedichte (3 vers), Op. 13, 1853
- 3 Lieder (3 dal), Op. 16, 1853
- 3 Lieder (3 dal), Op. 32, 1857
- 3 Lieder (3 dal), Op. 38, 1859
- Lieder (Dalok), Op. 46, 1863
- Sappho (Szapphó), Op. 49, 1865
- 3 Lieder (3 dal), Op. 52, 1866
- Vom Hirtenknaben (A pásztorfiúról), Op. 56/1, 1867
- Erinnerung (Emlék), Op. 56/2, 1867
- 3 Lieder (3 dal), Op. 66, 1870
- 6 Duets (6 duett), Op. 67, 1873
- 3 Lieder (3 dal), Op. 72, 1872
- 2 Lieder (2 dal), Op. szám nélkül, 1840
- 4 Gesänge für Männerchor (4 kantáta férfikarra), Op. szám nélkül, 1864
- Weihnachtlied für Kinderchor (Karácsonyi ének gyermekkórusra), Op. szám nélkül, 1871